# Camus ou les Promesses de la vie
Camus ou les promesses de la vie est un essai du romancier, éditeur, journaliste et diplomate Daniel Rondeau sur la vie et l'œuvre de l'écrivain Albert Camus, prix Nobel de littérature en 1957.

## Présentation générale
« La littérature française était un jardin » écrit Daniel Rondeau en préambule. Un beau texte, « un texte inspiré, écrit Jean-Marc Parisis, l'ouvrage est richement illustré (.. .). Beau programme auquel ce livre solaire pourrait servir de socle en ces temps boueux. »
Lundi fatidique que ce 4 janvier 1960 où Albert Camus trouve la mort dans l'accident d'une luxueuse et très rapide Facel-Véga que conduisait son ami Michel Gallimard (également mort des suites de l'accident). Fauché en pleine gloire, à peine deux ans après avoir reçu le Nobel de littérature. Un demi-siècle plus tard, il est toujours autant d'actualité, l'homme, « ni bourreau, ni victime » comme il l'affirmait, qui parlait avec son cœur, n'a rien perdu de son humanité, son œuvre atteste ses engagements, cette ardeur qu'il voulait communiquer, ses doutes aussi parce que tout n'est pas uniforme, univoque, que « la vérité est toujours à construire, comme l'intelligence, comme l'amour », et que l'Algérie est une blessure ouverte à tout jamais.
« Ses douleurs, sa joie d'exister, sa capacité d'espérer, ses silences et ses livres, conclut Daniel Rondeau, appartiennent à chacun d'entre nous, de part et d'autre de la mer ». 